# Nordlig skapania
Nordlig skapania (Scapania hyperborea) är en levermossart som beskrevs av Jörg.. Nordlig skapania ingår i släktet skapanior, och familjen Scapaniaceae. Arten är reproducerande i Sverige.